# سازمان برخط خلیج فارس
سازمان برخط خلیج فارس (Persian Gulf Online Organization) یا سازمان اینترنتی خلیج فارس یک نهاد غیردولتی و ناسود جو و متشکل از افراد داوطلب است که در سال ۱۳۷۹ توسط گروهی از استادان ایرانی دانشگاه ازجمله محمد علاء استاد دانشگاه ایالتی کالیفرنیا و جواد فخارزاده و غلامرضا خادمی از دزفول پایه‌گذاری شده است.
این سازمان در غیاب فعالیت‌های نهادهای دولتی برای پاسداری از نام خلیج فارس تأسیس شد و در مدت کوتاهی ده‌ها نفر داوطلب از استادان دانشگاه‌ها و نخبگان اجتماعی و فرهنگی را از داخل و خارج از کشور به خود حذب کرد. اعضای سازمان در اروپا، ایران و آمریکا در سال ۱۳۸۳ و ۱۳۸۴ برای تمرکز بر روی نام خلیج فارس و میراث فرهنگی تشکیل جلسه دادند. اعضای سازمان متعهد شدند که هر کدام دست‌کم هفته‌ای یک مؤسسه یا وب سایت تحریف‌گر را شناسایی و یک نامه به تحریف‌گران نام خلیج فارس بنویسند و آن‌ها را ترغیب کنند که از کاربرد نام جدید وتحریف نام خلیج فارس بپرهیزند.

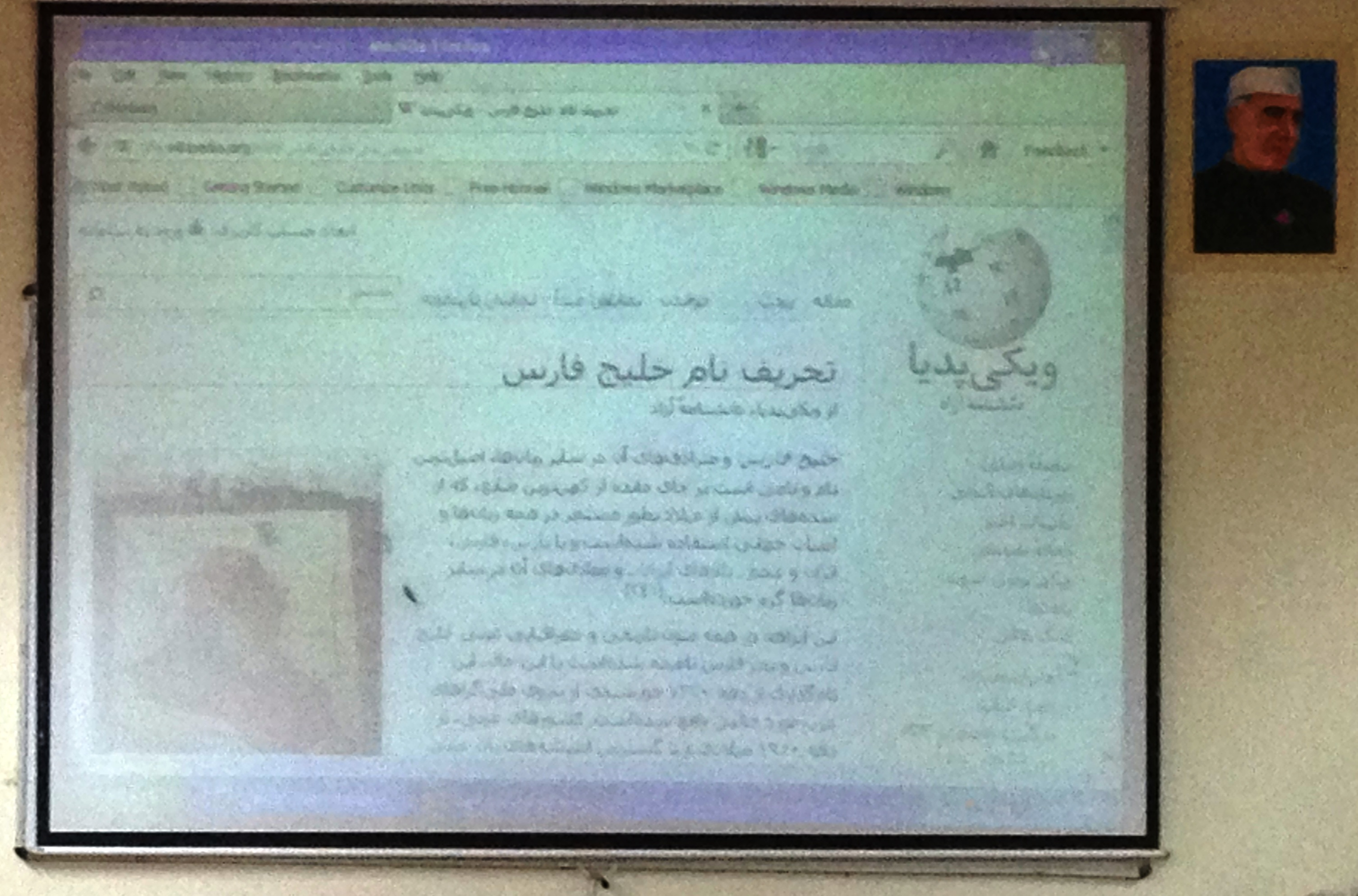
Wikipedia Persian gulf page روزملی خلیج فارس دانشگاه دهلی.

اعضای این سازمان در سال ۱۳۸۲ تا ۱۳۸۴ دو کمپین بزرگ اینترنتی به راه انداختند یکی در خواست برای تصویب روز ملی خلیج فارس و دیگری درخواست از نشنال جغرافی برای اصلاح اشتباه غیرعلمی خود. هر دو پیشنهاد انجام گرفت.
با توجه به بررسی اسناد در رابطه با نام‌گذاری روز خلیج فارس و مکاتبات پرونده مربوطه در ریاست جمهوری و ادارات سه‌گانه وزارت خارجه و گروه مستندساز «مستندنام خلیج فارس» (شبکه ۱) و به گواهی کمیته تخصصی نام‌نگاری و یکسان‌سازی نام‌های جغرافیایی ایران و همچنین کتاب اسناد نام خلیج فارس، میراثی کهن و جاودان و دکتر محمد عجم در مصاحبه ایرنا.
و مصاحبه رادیو ایران با دو تن از پژوهشگران عضو کمیته خلیج فارس
.
پیشنهاد روز ملی خلیج فارس از ۶ سپتامبر سال ۲۰۰۳ برابر با ۱۴ شهریور ۱۳۸۲ توسط یکی از اعضا در وب سایت خلیج فارس برخط به بحث گذاشته شد و در مرداد و شهریور ۱۳۸۳ پیشنهاد سه‌گانه۱–۲۹ اسفند- ۹ آذر - اخراج پرتغالی‌ها به صورت آنلاین در وب سایت (پرشن گلف آنلاین) و همچنین از طریق گروه ایمیلی به رای‌گیری عمومی طرفداران نام خلیج فارس گذاشته شد اکثریت رأی دهنگان به ترتیب به موارد زیر رأی دادند:
1. - روز ۹ آذر برگشت سه جزیره به مام میهن.[۳]
2. - روز ملی شدن نفت ۲۹ اسفند. (نخستین پیشنهاد ارائه شده بود ولی با بحث‌ها و مجادله و مخالفت اعضا روبرو شد؛ لذا طرفداران این روز نظر سومی راپیشنهاد دادند.
3. - روز اخراج پرتغالی‌ها توسط ارتش ایران از خلیج فارس، پیشنهاد سوم نیز موافقان و مخالفانی داشت.

نتیجه رای‌گیری در تاریخ ۱۰ شهریور ۱۳۸۳ به صورت آنلاین منتشر و سپس توسط شورای مدیران سازمان خلیج فارس و از جمله: ریچارد فرای ایران‌شناس و ایران دوست آمریکایی- کاوه فرخ - محمد علاء- و پیروز مجتهدزاده طی نامه سوم بهمن ۱۳۸۳ به‌طور رسمی برای رئیس‌جمهور وقت و وزارت فرهنگ و ارشاد اسلامی و برای وزارت خارجه و نمایندگی ایران در نیویورک نمابر گردیدو بعدها در روزنامه شرق و وب سایت‌های مختلف منتشر شد. دفتر رئیس‌جمهور وقت طی نامه‌ای پیشنهاد را موکول به نظر مثبت وزارت امورخارجه نمود؛ و سرانجام بعد از پیگیری‌ها و استعلام‌های متعدد در تیر ماه ۱۳۸۴ خورشیدی ۱۰ اردیبهشت در شورای عالی انقلاب فرهنگی به ریاست رئیس‌جمهور وقت و تمامی اعضا تصویب و برای اجرا ابلاغ شد. و به این ترتیب روز دهم اردیبهشت ماه که سالروز اخراج پرتغالی‌ها و استعمار از تنگه هرمز و برگشت حاکمیت کامل برخلیج فارس بود،
به نام روز ملی خلیج فارس نامگذاری و در تقویم خورشیدی ایران به ثبت رسید.